# London Kashmir
"London Kashmir" er det 22. afsnit i den danske sitcomserie Klovn med Casper Christensen og Frank Hvam. Serien blander fantasi og virkelighed, da de fleste af skuespillerne spiller roller med deres egne navne. Afsnittet blev skrevet af Casper Christensen og instrueret af Niels Gråbøl og havde premiere på TV2 Zulu den 13. marts 2006.

## Handling
Frank bruger Jarlens kashmirtrøje som brilleklud, hvorefter der kommer en fedtplet på og Jarlen vil have en ny trøje før Frank kan blive optaget i ølklubben. Senere er der fejl i Mias tisseprøve hvorefter Frank lyver om at de har mistet et barn i 9. måned.